# Narborough (Leicestershire)
Narborough – wieś w Anglii, w hrabstwie Leicestershire, w dystrykcie Blaby. Leży 9 km na południowy zachód od miasta Leicester i 140 km na północny zachód od Londynu.

## Współpraca
Miejscowość partnerska:
- Genappe, Belgia